# Cachimbo
Cachimbo är en ort i Mexiko.   Den ligger i kommunen San Francisco del Mar och delstaten Oaxaca, i den sydöstra delen av landet, 700 km sydost om huvudstaden Mexico City. Cachimbo ligger 4 meter över havet och antalet invånare är 124.
Terrängen runt Cachimbo är mycket platt. Havet är nära Cachimbo åt sydost.  Närmaste större samhälle är Paredón, 19,2 km öster om Cachimbo. 